# Четири оцила
Четири оцила, популарно називан и четири С, је равнокраки крст са четири оцила између кракова. То је српски национални симбол, дио грба Републике Србије, заставе Републике Србије и заставе Српске православне цркве, такође је ознака припадности данашње Војске Србије, а налази се инкорпориран и у симболима разних државних и приватних организација
Током модерне историје од 19. века био је грб или део грба свих државних облика Србије. Кнежевине Србије, Краљевине Србије, Краљевства СХС ( Краљевине Југославије), чак у модификованом облику без крста и Социјалистичке Републике Србије, затим Савезне Републике Југославије и најпосле Републике Србије. 
Сматра се да је у употребу ушао у 15.веку у време Српске деспотовине и времена деспота Стефана Лазаревића. Као и да је   сам симбол заснован на тетраграмском  амблему византијске династије Палеолог, са разликом да је у српској хералдичкој традицији уобичајена употреба бијелог крста и оцила на црвеној подлози. Састоји се од симбола крста са четири стилизована слова С на сваком од његових углова, док је код византијског симбола у питању слово грчког слово бета (β). Значење симбола из Византије, од 4 грчка слова бета (β) је: „Цар Царева царује царевима” што представља Исуса Христа (грч. βασιλεὺς βασιλέων, βασιλεύων βασιλευόντων). Док би тумачење овог српског грба са отцилима распоређеним око крста било " Ватром ћемо крст бранити"
Такође, одређено српско предање знак повезује са Светим Савом, првим српским архиепископом, коме приписује стварање популарне крилатице „Само слога Србина спасава”, чија скраћеница представља четири слова С. 
Двоглави бијели орао династије Немањић и штит са четири оцила ("с") су 2 главна национална симбола цијелог српског народа кроз вијекове .

## Поријекло
Крстови са оцилима су се користили још у римско доба, али као симболи, а не као грбови и амблеми. Неки историчари их повезују са лабарумом (грч. λάβαρον), царском заставом Константина Великог. У 6. вијеку крст са четири поља (са словима или хералдичким симболима), тетраграм, јавио се на византијским новчићима. Симбол је усвојен за вријеме Сељачког крсташког рата (1096). Михајло VIII Палеолог је усвојио симбол када је обнови Византија, са првим почетним словима (слова β) царског гесла династије Палеолог: „Цар Царева царује над царевима” (грч. βασιλεὺς βασιλέων, βασιλεύων βασιλευόντων). Коришћен је на заставама и кованом новцу. Симбол је кориштен и на царској застави дивелион (грч. διβέλλιον), поморској ратној застави, кориштен је испред свих других барјака, забиљежен од стране Георгија Кодиноса погрешно као „крст са огњилом” (грч. σταυρον μετα πυρεκβολων), и приказан у кастиљанском географском и хералдичком рукопис „Књига познања свих краљевстава” (око 1350). Како Александар Соловјев пише, не постоји пракса употребе слова у западној хералдици.

## Историја

### Средњи вијек
Најстарији сачувани историјски извор крста са четири оцила је „Дечански полијелеј”, који је поклонио краљ Стефан Урош II Милутин манастиру Прохор Пчињски, у коме се сада чува.
Стојан Новаковић тврди да је употреба оцила, као државног симбола, почела 1397. године, за вријеме владавине Стефана Лазаревића. Вјероватно је изведен из „Дечанског полијелеја”. Српски историчар Станоје Станојевић тврди да су оцила у употребу ушла 1345. године, за вријеме крунисања Душана Силног за цара. У средњем вијеку, у Србије је био у употреби и „грчки стил”, са затвореним оцилима (Β, β), и „српски стил”, са отвореним оцилима (С).
На мапи Габријела де Ваљсека из 1439. године Србија је означена са крстом са оцилима и двоглавим орлом.

### Илирски грбовници
У јужнословенским хералдичким изворима, познатим као „Илирски грбовници”, српски крст је пронађен у грбовнику Коренића Неорића (1595), који приказује грб Србије (лат. Svrbiae) као бијели крст са црвеном подлогом, са четири оцила, такође приказује грб Мрњавчевића са истим дизајном, са инверзним бојама и српским орлом у средишту крста. Према Мавру Орбину, користили су га Вукашин Мрњавчевић и Лазар Хребељановић. Сљедећи су пронађени у Београдском грбовнику II (око 1600—1620), Фојничком грбовнику (између 1675—1688), грбовнику Станислава Рубчића (око 1700) и Стематографији (1741).

### Званична употреба
Карловачка митрополија, успостављена 1708. године, поставила је оцила на свој печат.
Након српске револуције, оцила се јављају на свим српским грбовима, осим на грбу СР Србије из 1947. године, на коме је уклоњен крст, остављајући четири стилизована слова С; то је урађено да би се друштвено ограничила и политички маргинализовала вјерска заједница и религија уопште. Током Другог свјетског рата, централни орган квислиншке власти у окупираној Србији, Влада народног спаса, користила је оцила на свом грбу.

### Насљеђе
Оцила се често користе у српској хералдици.
На споменику у Спомен костурница на Церу у селу Текеришу, гдје се водила прва битка Првог свјетског рата, налази се натписи „18-VIII-1914” и „Ваша дела су бесмртна” и грб са оцилима. На споменику у Шамцу посвећеном страдалим Србима током рата у Босни и Херцеговини налази се српски орао у средини, а са десне и лијеве стране се налазе српска оцила.

## Примјери

### Заставе и грбови
- Застава Србије
- Грб Србије
- Традиционална застава Војводине
- Традиционални Грб Војводине
- Застава Српске православне цркве
- Грб Српске православне цркве

### Историјски грбови и заставе
- Застава и грб Српског царства, Габријел де Ваљсека (1439).
- Србија, Београдски грбовник II (око 1600—1620)
- Грб Срба (17. вијек), Марво Орбин Краљевство Словена (1601)
- Грб Карловачке митрополије (1713)
- Застава Првог српског устанка и Тополе, 1804
- Печат Правитељствујушчег совјета сербског
(1805—1813)
- Грб кнеза Милоша Обреновића (1819)
- Предложена застава Кнежевине Србије (1835)
- Грб Кнежевине Србије
(1835—1882)
- Застава Кнежевине Србије (1839)
- Грб Српске Војводине из 1848. године, са четири оцила, који се налазио на застави Земунске Народне Гарде
- Грб Српске Војводине
(1848—1849)
- Народна застава Србије (1869)
- Грб кнеза Петра Карађорђевића
(пре 1903)
- Застава Краљевине Србије
(1882—1918)
- Грб Краљевине Србије
(1882—1918)
- Грб Краљевине Југославије
(1918—1944)
- Грб Владе народног спаса
(1941—1944)
- Грб СР Србије (1947—1992) и Републике Србије (1992—2004)
- Државна застава Републике Српске Крајине
(1991—1995)
- Грб Републике Српске Крајине
(1991—1995)
- Грб Републике Српске
(1992—2007)
- Грб СР Југославије (1992—2003) и Србије и Црне Горе
(2003—2006)
- Застава Србије
(2004—2010)
- Грб Србије
(2004—2010-данас)

### Градови и општине у Србији
- Српска Црња
- Крагујевац
- Љубовија
- Аранђеловац
- Рача
- Барајево
- Чачак
- Сурдулица
- Звездара
- Варварин
- Врачар
- Вождовац
- Земун
- Ниш
- Зубин Поток

### Градови и општине у Босни и Херцеговини
- Дервента
- Вишеград
- Пале
- Градишка
- Лакташи
- Источно Ново Сарајево
- Шипово
- Котор Варош
- Србац
- Берковићи
- Крупа на Уни
- Купрес
- Хан Пијесак

### Градови и општине у другим државама
- Старо Нагоричане, Р. Северна Македонија

### Друге употребе
- Српска академија наука и уметности
- Олимпијски комитет Србије
- Фудбалски савез Србије